# AFCカイラト
AFCカイラト（Alma-Ata Futsal Club Kairat）は、カザフスタンのアルマトイをホームタウンとするフットサルクラブ。

## 歴史
クラブは1995年に創設された。
2013年、UEFAフットサルカップ準決勝でFCバルセロナ、決勝でMFKディナモに勝利し、カザフスタンのクラブとして初優勝を飾った。2015年、UEFAフットサルカップで2回目の優勝を果たした。
1995-96シーズンに初のリーグ優勝を飾ってから、2016年までの20年間で獲得したタイトル数は、国内リーグ14回、カップ13回、スーパーカップ3回、UEFAフットサルカップ2回、インターコンチネンタルカップ1回、エレメンコカップ2回の計35個に上る。
2017年2月、エレメンコカップで3回目の優勝を果たした。同年3月、国内リーグ14連覇を達成した。

## 獲得タイトル

### 国内
- カザフスタン・フットサルリーグ：17回
  - 2003-04, 2004-05, 2005-06, 2006-07, 2007-08, 2008-09, 2009-10, 2010-11, 2011-12, 2012-13, 2013-14, 2014-15, 2015-16, 2016-17, 2017-18, 2018-19, 2019-20

- カザフスタン・フットサルカップ：15回
  - 1999, 2001, 2005, 2006, 2007, 2008, 2009, 2010, 2013, 2014, 2015, 2016, 2017, 2018, 2019

- カザフスタン・フットサルスーパーカップ：4回
  - 2012, 2013, 2014, 2018

### 国際
- UEFAフットサルチャンピオンズリーグ：2回
  - 2012-13, 2014-15

- フットサル・インターコンチネンタルカップ：1回
  - 2014

- エレメンコカップ：4回
  - 2014, 2016, 2017, 2018